# ジオノムスメ
ジオノムスメ（ZEONO MUSUME~）は『機動戦士ガンダム』シリーズに登場するジオン公国軍のモビルスーツ（MS）を美少女として擬人化したシリーズである。デザインはガンダムファンである吉崎観音が担当。

## 概要
ジオン公国のMSをカトキハジメがリファイン・プロデュースしたフィギュアシリーズ「ZEONOGRAPHY」（ジオノグラフィー）との連動企画。
明貴美加によってデザインされる地球連邦軍、エゥーゴ等のガンダムタイプをフィギュア化した「GUNDAM FIX FIGURATION」（ガンダムフィックスフィギュレーション、GFFと略す）の擬人化企画である「GUNDAM FIX GALUTION」（ガンダムフィックスぎゃるーしょん）に対するジオン版にあたる。ガンダムエース誌上では明貴美加が担当するガンダム系のMSの美少女化と吉崎観音が担当するジオン系のMSの美少女化が交替で連載されている。
それまでのMS少女とは異なり、MSの外装をアーマーではなく服や布地で表現。また露出度も低めで、全体的に1990年代の最新ファッションセンスが盛り込まれている。
GFFやZENOGRAPHYとは違いイラストのみの企画だが、一部はガレージキット化されてイベント限定で販売されたものもある。

## 一覧
- ＃3001a MS-06R-2 ZAKUII HI-MOBILITY TYPE (J.Ridden's CUSTOM)
- ＃3001b MS-06R-2 ZAKUII HI-MOBILITY TYPE (S.Matsunaga's CUSTOM)
- ＃3002a MS-09 DOM

キャラホビ2005 C3×HOBBYにてノーマルカラーとサンドカラーの二種類のガレージキットが各定価7000円で限定発売された。
- ＃3005a MS-06F2 ZAKUII TYPE F2
- ＃3005b MS-06F2 ZAKUII TYPE F2
- ＃3005b MS-06D ZAKU DESERT TYPE
- ＃3007 MS-06E-3 ZAKU FLIPPER
- ＃3008 MS-07B-3 GOUF

キャラホビ2006 C3×HOBBYにてガレージキットが定価8000円で限定発売された。
- ＃6001 KA-006s
- ＃3011 MS-18E KÄMPFER